# Ditylus praetermittus
Ditylus praetermittus is een keversoort uit de familie schijnboktorren (Oedemeridae). De wetenschappelijke naam van de soort is voor het eerst geldig gepubliceerd in 2005 door Švihla.